# Lê Hai
Lê Hai (1927-2019), tên thật là Lê Văn Hải, là một sĩ quan cấp cao trong Quân đội nhân dân Việt Nam, hàm Trung tướng.

## Thân thế và sự nghiệp
- Ông quê ở thôn Quảng Minh, xã Mỹ Hưng, huyện Thanh Oai, Hà Nội. Số nhà 95C Lý Nam Đế, phường Cửa Đông, quận Hoàn Kiếm, TP Hà Nội; cán bộ tiền khởi nghĩa; đảng viên Đảng Cộng sản Việt Nam.
- Tháng 3-1945, ông gia nhập Việt Minh ở Hải Phòng và tham gia khởi nghĩa thành lập Chiến khu Đông Triều.
- Từ tháng 6-1945 - 7-1947, ông là chiến sĩ, Tiểu đội phó, Tiểu đội trưởng, Trung đội phó, Đại đội phó, Đại đội Ký con, Chiến khu 3.
- Tháng 12-1945, ông được kết nạp vào Đảng Cộng sản Việt Nam.
- Từ tháng 8-1947- 2-1949, ông là biên tập viên Báo Bạch Đằng.
- Từ tháng 3-1949 - 8-1950, ông là Chủ bút Báo Vệ quốc quân, Liên khu 3; Liên chi ủy viên.
- Từ tháng 9-1950 - 2-1951, ông giữ chức Phó giám đốc Nhà xuất bản, Phó ban Tuyên huấn, Phòng Chính trị Liên khu 3; Bí thư chi bộ.
- Từ tháng 3-1951 - 2-1953, ông giữ chức Chính trị viên Tiểu đoàn 337, Tiểu đoàn 391, Trung đoàn 52, Đại đoàn 320; Bí thư Tiểu đoàn ủy.
- Từ tháng 3-1953 - 8-1954, ông giữ chức Trưởng ban Tuyên huấn Đại đoàn 320.
- Từ tháng 9-1954 - 8-1956, ông học chính trị ở Bắc Kinh, Trung Quốc.
- Từ tháng 9-1956 - 1-1958, ông là giáo viên Triết học, Trường Chính trị trung cao cấp.
- Từ tháng 2-1958 - 7-1964, ông giữ chức Chủ nhiệm Khoa Triết học, Trường Chính trị trung cao cấp; Hiệu ủy viên.
- Tháng 8-1964, ông giữ chức Phó chủ nhiệm giáo dục, Trường Chính trị trung cao cấp; Thường vụ Hiệu ủy; Từ tháng 9-1964 - 2-1970, ông giữ chức Phó tổng biên tập Tạp chí Quân đội nhân dân, Tổng cục Chính trị.
- Từ tháng 3-1970 - 10-1977, ông giữ chức Tổng biên tập Tạp chí Quốc phòng toàn dân (Việt Nam).Ủy viên Ban Chấp hành Đảng bộ Cơ quan Tổng cục Chính trị.
- Từ tháng 11-1977 - 2-1981, ông giữ chức Phó Chủ nhiệm Tổng cục chính trị Quân đội nhân dân Việt Nam.
- Từ tháng 3-1981 - 4-1988, ông giữ chức Phó tư lệnh Quân tình nguyện Việt Nam tại Campuchia; Phó bí thư, Bí thư Ban cán sự đảng Quân tình nguyện Việt Nam tại Campuchia.
- Từ tháng 5-1988 - 9-1989, ông giữ chức Phó Chủ nhiệm Tổng cục chính trị Quân đội nhân dân Việt Nam-Phó đại diện Bộ Quốc phòng giúp Campuchia; Bí thư Ban cán sự đảng (Đoàn 890).
- Tháng 10-1989, ông tiếp tục giữ chức Phó Chủ nhiệm Tổng cục chính trị Quân đội nhân dân Việt Nam.
- Tháng 1-1999, ông được Đảng, Nhà nước quyết định để nghỉ hưu; sau nghỉ hưu, ông tiếp tục tham gia trong Ban Nghiên cứu, biên soạn "Tổng kết nửa thế kỷ Đảng lãnh đạo quân sự và quốc phòng trong cách mạng Việt Nam" trực thuộc Bộ Chính trị; tháng 10-2007, ông hưởng chế độ hưu trí.

## Lịch sử thụ phong quân hàm
| Năm thụ phong | 1951     | 1953      | 1955   | 1958     | 1963     | 1969      | 1974   | 1975        | 1984        |  |
| ------------- | -------- | --------- | ------ | -------- | -------- | --------- | ------ | ----------- | ----------- |  |
| Cấp bậc       | Trung úy | Thượng úy | Đại úy | Thiếu tá | Trung tá | Thượng tá | Đại tá | Thiếu tướng | Trung tướng |  |
|               |          |           |        |          |          |           |        |             |             |  |

## Gia đình riêng
- Vợ: Mạc Thị Phúc, nguyên Phó Chủ nhiệm khoa Tim mạch bệnh viện Trung ương quân đội 108
- Con gái: Lê Thu Hà, Trung tướng, nguyên Chính ủy Bệnh viện Trung ương Quân đội 108 (2013-2017), nữ Trung tướng đầu tiên của Quân đội nhân dân Việt Nam
- Con rể: Vũ Huy Nùng, Thiếu tướng, nguyên Phó giám đốc Học viện Quân y Việt Nam (2009-2013)

## Danh hiệu
- Huân chương Độc lập hạng nhất
- Hai Huân chương Quân công hạng nhất
- Một Huân chương Quân công hạng ba
- Huân chương Chiến công hạng nhất
- Huân chương Chiến thắng hạng nhất
- Huân chương Kháng chiến chống Mỹ hạng nhất
- Huân chương Chiến sĩ vẻ vang hạng nhất, nhì, ba
- Huy chương Quân kỳ Quyết thắng
- Huy hiệu 50 năm tuổi Đảng
- Huân chương Bảo vệ Tổ Quốc hạng nhất của Nhà nước Cam-pu-chia.